# Tierzahnschmuck
Tierzahnschmuck war in zahlreichen Kulturen verbreitet und ist auch heute noch in Verwendung.

## Neolithikum
Besonders in Süddeutschland gilt er als verbreitetes Kennzeichen des Neolithikums, der aber bereits im europäischen Paläolithikum als Schmuck verwendet wird. W. Schrickel erkennt im Neolithikum zwei Entwicklungslinien. Eine beginnt im nordischen Mittelneolithikum und eine im süddeutschen Jungneolithikum.

Tierzahnschmuck
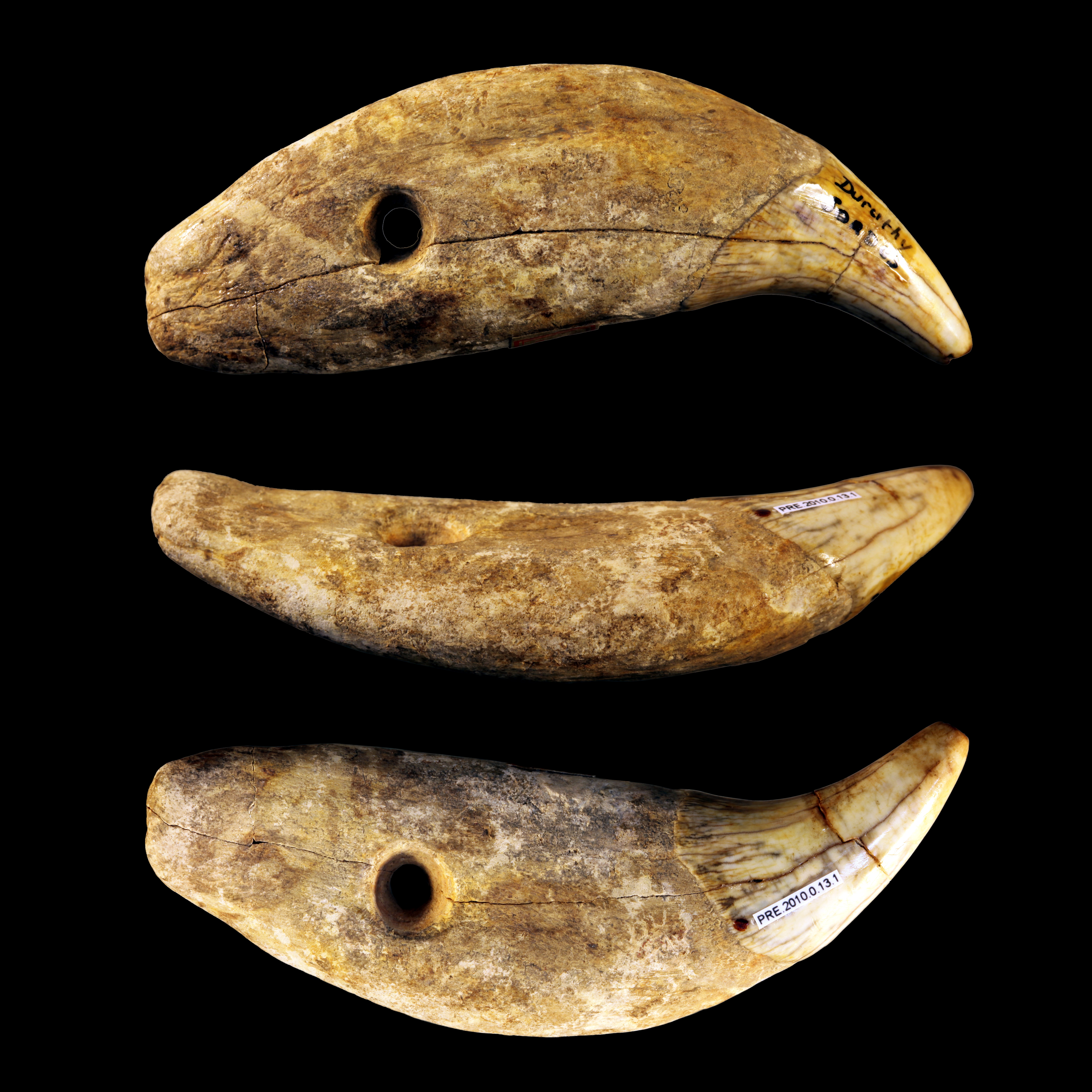
Durchbohrter jungpaläolithischer Tierzahn; Duruthy-Höhle bei Sorde-l’Abbaye, Frankreich
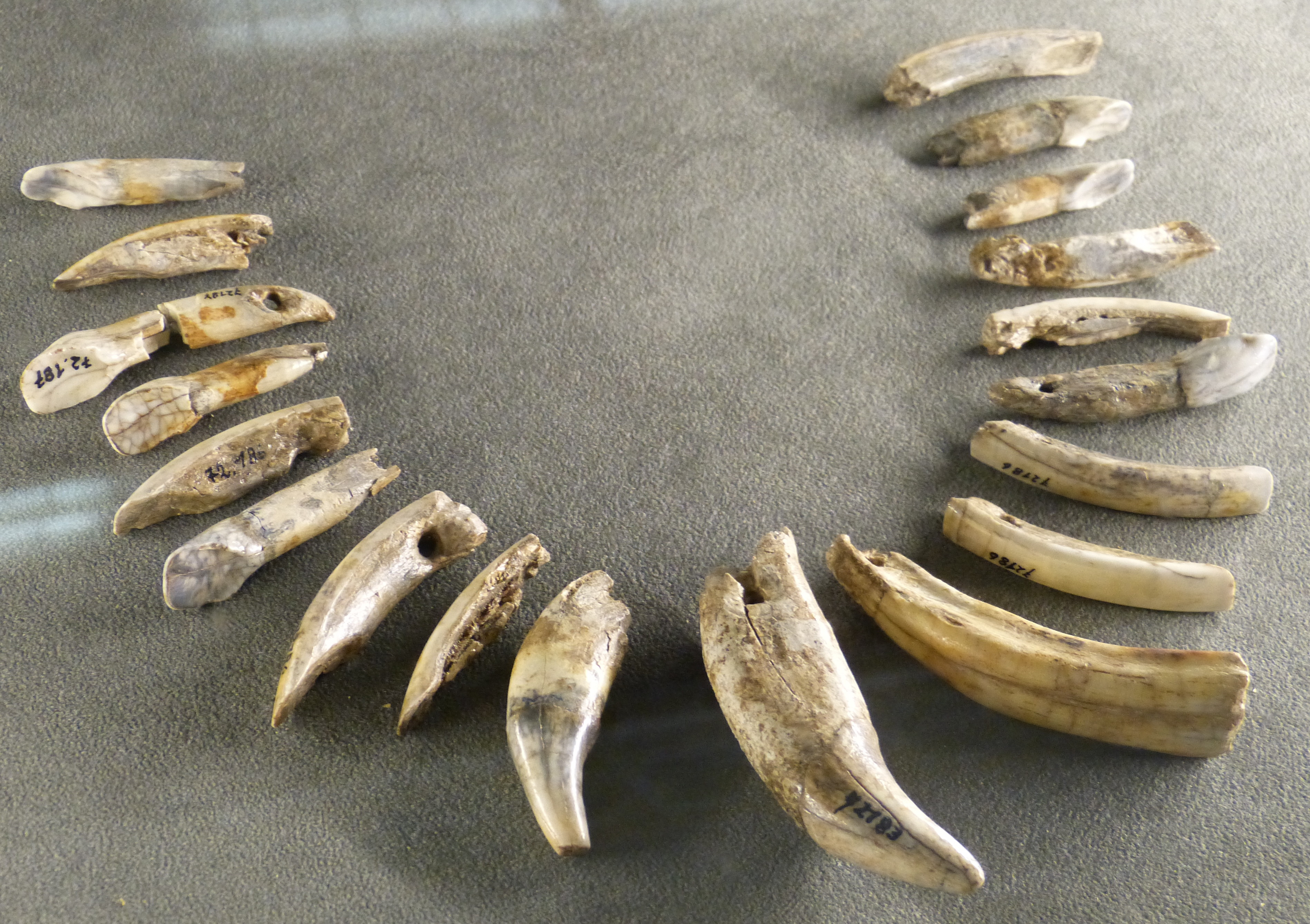
Aurignacien-Halskette aus Tierzähnen, Mladec, Tschechische Republik
Goldgefasster Eberzahn. Osteuropäischer Schmuck der Völkerwanderungszeit
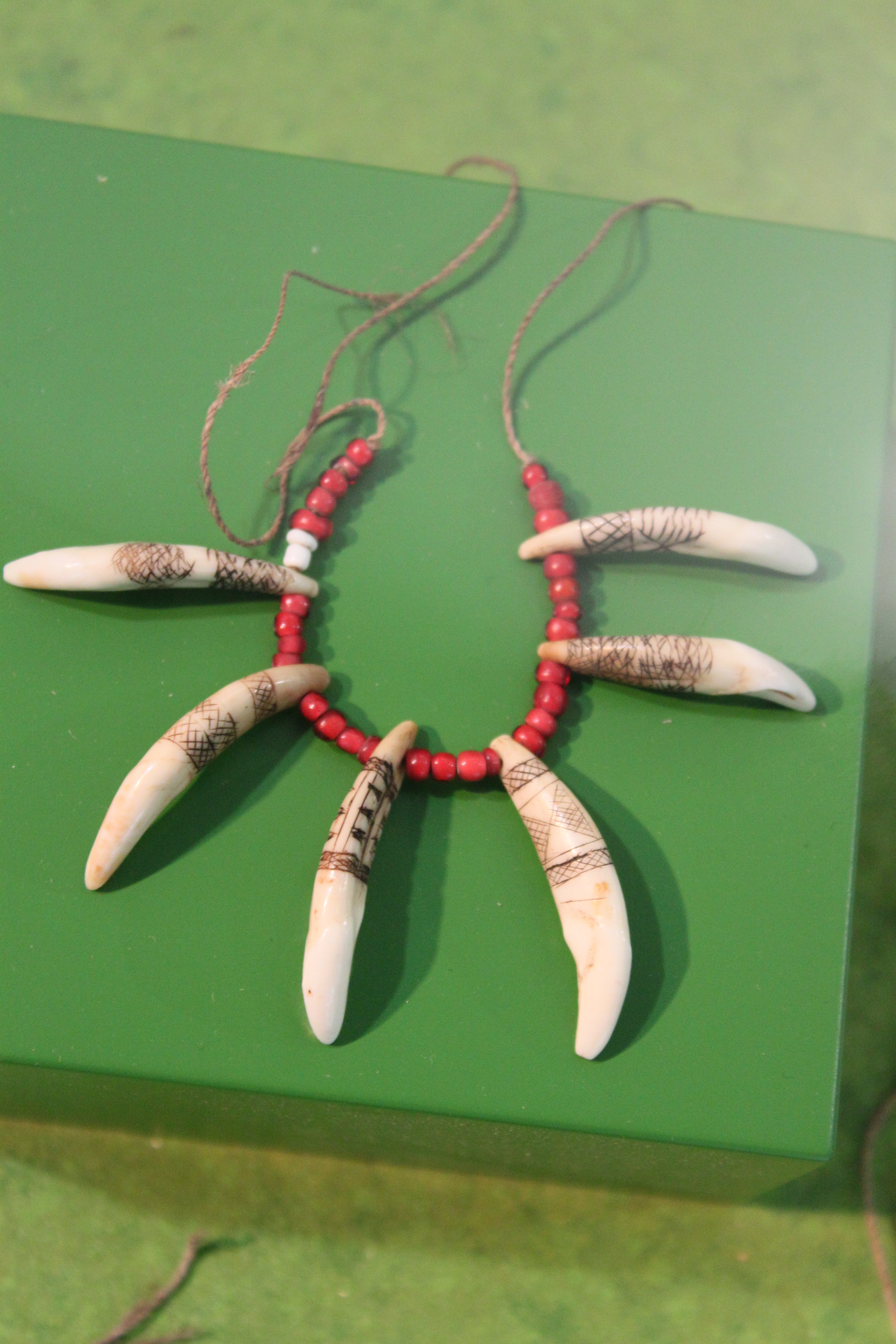
Hundezahngeld. Schmuck aus Neuguinea
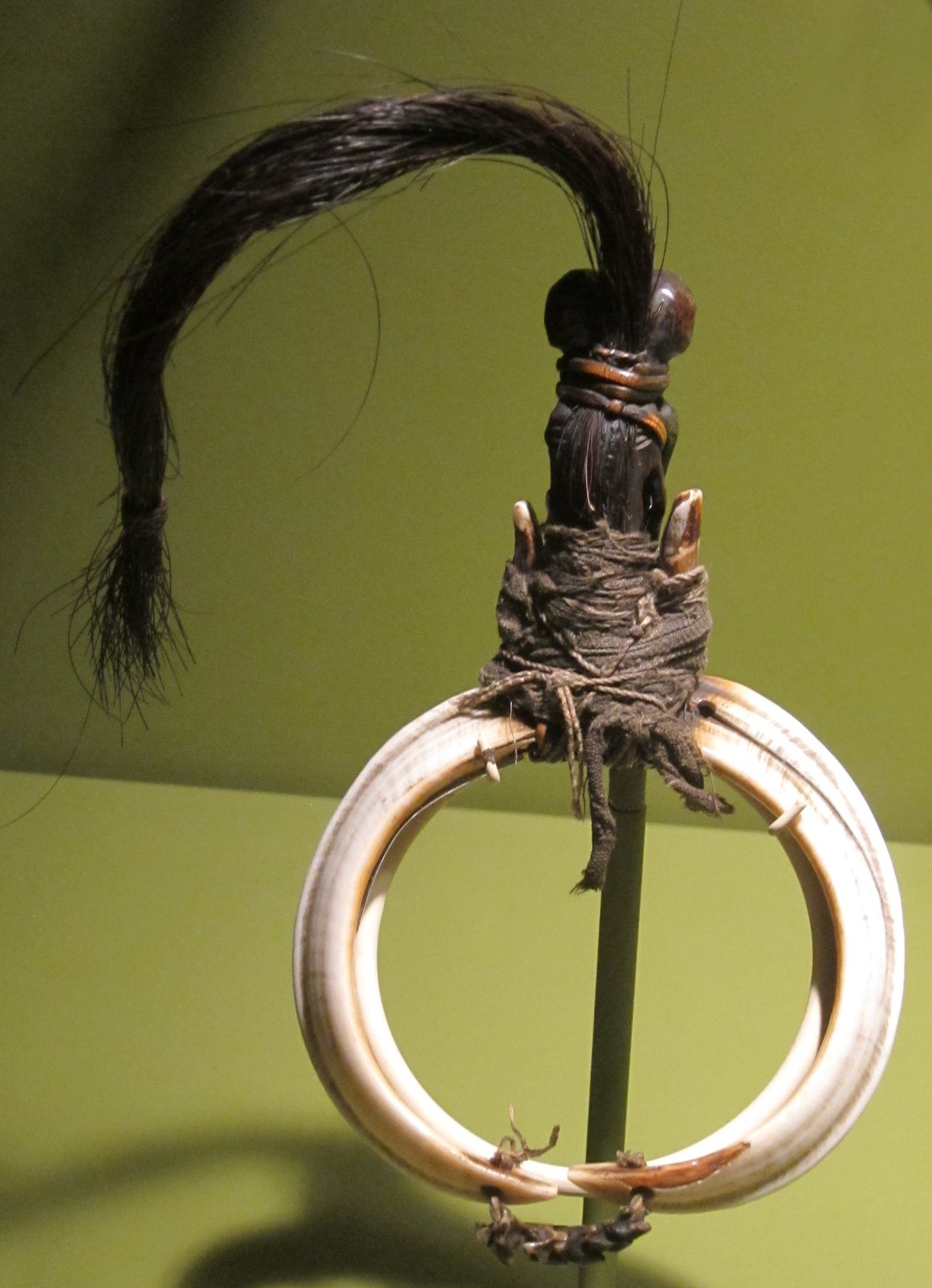
Armband aus Eberhauern und anderen Tierzähnen. Philippinen

Die Hirsch-Grandeln des nordischen Mittelneolithikums wurden später durch Hunde- und Raubtierzähne ersetzt. Bei der Tragweise ließ sich feststellen, dass die zunächst als Halsschmuck getragenen Zähne des süddeutschen Jungneolithikums später als Besatzstücke verwendet wurden.

## Moderne

Hirschgrandeln als Schmuck verwendet

In Europa werden heute vor allem Hirschgrandeln als Schmuck verwendet.